# Panthiades
Panthiades là một chi bướm ngày thuộc họ Lycaenidae.